# San La Muerte
 (décembre 2021).
- Si vous ne connaissez pas le sujet, laissez ce bandeau (vous pouvez alors contacter les auteurs).
- Si vous supprimez le contenu mis en cause (vous pouvez préalablement contacter les auteurs),

argumentez précisément cette suppression dans la page de discussion
(un manque de référence n'est pas un argument ; une recherche réelle de référence doit avoir été effectuée, être formellement documentée).
 (décembre 2021).
Le contenu est difficilement compréhensible vu les erreurs de traduction, qui sont peut-être dues à l'utilisation d'un logiciel de traduction automatique.
Ne doit pas être confondu avec Santa Muerte.
San La Muerte (« Saint La Mort » en français) est un saint populaire squelettique vénéré au Paraguay, dans la région nordique de l'Argentine (principalement dans la province de Corrientes, mais aussi à Misiones, Chaco et dans la province de Formosa), et dans le Sud du Brésil (en particulier dans les États du Paraná jusqu'à l'agglomération de Buenos Aires).
San La Muerte est dépeint comme une figure de squelette masculin tenant généralement une faux. Bien que l'Église catholique a attaqué la dévotion à San La Muerte comme une tradition qui mêle paganisme et christianisme et qui est contraire à la croyance chrétienne qui dit que le Christ vaincra la mort, de nombreux croyants considèrent la vénération de San La Muerte comme faisant partie de leur foi catholique.
Bien que les rituels et les pouvoirs attribués à Santa Muerte sont très similaires, San La Muerte ne doit pas être confondu avec cette dernière qui est vénérée au Mexique et dans certaines parties des États-Unis, et qui est généralement dépeint comme une figure de squelette féminin.

## Origines
San La Muerte est un des nombreux saints populaires vénérés dans la région de la langue guaranie qui couvre les parties du Paraguay, au nord-est de l'Argentine et le sud du Brésil. Dans ces contrées, on le nomme parfois Señor De La Muerte (seigneur de la Mort), Señor De La Buena Muerte (seigneur de la Bonne Mort) ou — principalement au Paraguay — San Esqueleto (saint Squelette). La croyance en San La Muerte vient de certaines tribus guarani qui adoraient les ossements de leurs ancêtres, et leur attribuaient une protection contre les phénomènes naturels et les forces spirituelles indésirables, qui converge avec la tradition catholique de considérer les os de saints comme des reliques.

## Pratique de la croyance et pouvoirs
Pour les croyants, San La Muerte existe dans le contexte de la foi catholique et est comparable à d'autres êtres surnaturels purement catholiques comme les archanges. La dévotion à San La Muerte implique des prières, des rituels et des offrandes, qui sont donnés directement au saint dans l'attente et à la réalisation des demandes spécifiques. Les offres peuvent inclure du sang (humain), des boissons alcoolisées, des bougies et d'autres objets de valeur. San La Muerte reçoit des offrandes en échange de faveurs liées à un large éventail de problèmes personnels ; il est réputé être capable d'aider à restaurer l'amour, la santé et la fortune, de protéger les adorateurs de la sorcellerie, de leur retirer le mauvais œil et d'accorder une bonne chance dans le jeu. En plus de ces pouvoirs, qui sont généralement attribués aux saints populaires en général, San La Muerte est également réputé être en mesure d'accorder un certain nombre de demandes qui sont reliés au crime et à la violence. Par exemple, on croit qu'il peut apporter la mort sur les ennemis de ses dévots, peut empêcher les gens d'être envoyé à la prison, peut également raccourcir les peines de prison des détenus et peut aider à la récupération des objets volés et détournés.
La dévotion de San La Muerte est caractérisée par un code moral qui doit être respecté. Les fidèles ont de nombreuses obligations envers leur saint, qu'ils doivent honorer en échange de sa protection. La communication avec San La Muerte a lieu par des prières qui sont transmises entre les croyants. Si un croyant ne respecte pas correctement la dévotion, il peut avoir des menaces qui impliquent la faim ou le bannissement dans un lieu inhabité jusqu'à ce que sa faveur lui soit accordée.
Pour la plupart des dévots, San La Muerte offre une protection personnelle et non transférable. Il y a aussi des intermédiaires tels que les sorciers et les guérisseurs traditionnels qui invoquent la puissance de San La Muerte au nom de leurs clients, cachant souvent l'image de la vue de ces derniers. Dans d'autres cas, San La Muerte est maintenu comme un saint des ménages, dissimulé, étendant sa protection à tous les membres de la famille sans distinction. Les nombreux autels publics sont dirigés par des dévots et des gardiens. Certains de ces autels accueillent même des festivités publiques le 15 août, le jour de San La Muerte.

## Représentation
La dévotion de San La Muerte est basée sur les interactions entre les fidèles et le saint Mort représenté par des sculptures humanoïdes. La représentation de San La Muerte varie, mais la figure classique est un squelette humain, debout, portant une faux et, dans certains cas, avec des gouttes de sang sur le bord. La même image peut être habillée, la plupart du temps en noir et rouge. Les autres représentations peuvent être un squelette debout sans faux, assis, ou encore dans un cercueil.
Les sculptures de San La Muerte peuvent être sculptées à partir de bois, d'os, ou de métal et mesurent habituellement entre 3 et 15 centimètres de hauteur. Des pouvoirs accrus sont attribués à des sculptures qui sont fabriqués à partir de matériaux d'origine précieuse, comme la dernière phalange du petit doigt, un os d'un bébé mort, le bois pris dans le cercueil d'une personne morte ou un crucifix qui appartenait à quelqu'un récemment décédé.
Selon les croyants, une sculpture de San La Muerte, afin d'être en mesure d'accorder des faveurs, doit être consacrée par un prêtre catholique sept fois. Si la sculpture est sculpté dans de l'os d'un homme catholique, il ne doit être consacré cinq fois (comme l'os a déjà été consacrée à deux reprises). Pour obtenir des sculptures de San La Muerte bénie, les fidèles ont recours à des subterfuges en dissimulant une image de San La Muerte-dessous une image d'un saint conventionnel. Quand un prêtre bénit l'image du saint régulièrement, il est estimé que la sculpture en dessous a également été bénie.
Mis à part des sculptures qui sont généralement conservés sur un autel ou à un endroit fixe dans la maison, il y a une gamme de formes personnelles du rituel qui comportent des représentations (sous la forme d'amulettes et tatouages) de San La Muerte porté sur ou dans le corps (sous la forme de sculptures insérées sous la peau de l'adorateur). Ces représentations sont censées offrir une protection spéciale à la mort, aux lésions corporelles et à l'emprisonnement. Les balles qui ont blessé ou tué un homme chrétien, sont considérées comme la matière première la plus puissante pour amulettes. Mais il existe d'autres matériaux pour les amulettes comme des os humains, de l'argent ou de l'or. Les tatouages présentent, quant à eux, une grande variété de styles, des contours rudimentaires aux représentations en trois dimensions. Les images sont généralement accompagnées de transcriptions partielles ou complètes de prières.